# David Bryan
David Bryan Rashbaum, född 7 februari 1962 i Perth Amboy, New Jersey, är en nordamerikansk musiker, främst känd som keyboardist i rockbandet Bon Jovi. Han har även arbetat som soloartist och, tillsammans med Joe DiPietro, skrivit musikalen Memphis.
Rashbaum gifte sig med April McLean år 1990.

## Diskografi
- 1991 – Netherworld (soundtrack)
- 1994 – On a Full Moon
- 2000 – Lunar Eclipse